# 北薩尼特 (英國國會選區)
北薩尼特（英語：/），英國國會一郡選區，包括英格蘭東南部肯特郡薩尼特區和坎特伯雷一部。始設於1983年。
本區自創設以來的當區議員為保守黨的羅傑·蓋爾。他在2010年大選中以52.7%選票連任。